# UFC on Fox: Johnson vs. Bader
UFC on Fox: Johnson vs. Bader (también conocido como UFC on Fox 18) fue un evento de artes marciales mixtas celebrado por Ultimate Fighting Championship el 30 de enero de 2016 en el Prudential Center, en Newark, Nueva Jersey.

## Historia
El evento estelar contó con el combate de peso semipesado entre los contendientes Anthony Johnson y Ryan Bader.
Andrew Holbrook esperaba enfrentarse a Sage Northcutt en el evento. Sin embargo, el 22 de enero, Holbrook tuvo que abandonar el combate por una lesión y fue reemplazado por Bryan Barberena.

## Premios extra
Cada peleador recibió un bono de $50,000.
- Pelea de la Noche: Yuri Alcântara vs. Jimmie Rivera
- Actuación de la Noche: Anthony Johnson y Ben Rothwell